# エリック・フライヤー
エリック・ジョゼフ・フライヤー（Eric Joseph Fryer, 1985年8月26日 - ）は、アメリカ合衆国・オハイオ州コロンバス出身のプロ野球選手（捕手）。右投右打。

## 経歴

### プロ入りとブルワーズ傘下時代
2007年のMLBドラフト10巡目（全体311位）でミルウォーキー・ブルワーズから指名され、6月11日に契約。契約後、傘下のパイオニアリーグのルーキー級ヘレナ・ブルワーズで43試合に出場して打率.209・3本塁打・19打点・4盗塁の成績を残した。
2008年はA級ウェストバージニア・パワーに所属し、104試合に出場して打率.335・10本塁打・63打点・15盗塁と活躍。サウス・アトランティックリーグのオールスターチームに選出された。

### ヤンキース傘下時代
2009年2月4日にチェイス・ライトとのトレードで、ニューヨーク・ヤンキースへ移籍した。傘下のA+級タンパ・ヤンキースに所属し、59試合に出場して打率.250・2本塁打・24打点・11盗塁の成績を残した。

### パイレーツ時代
2009年6月30日にエリック・ヒンスキーとのトレードで、ケイシー・エリクソンと共にピッツバーグ・パイレーツへ移籍した。傘下のA+級リンチバーグ・ヒルキャッツに所属し、47試合に出場して打率.242・3本塁打・14打点だった。
2010年はA+級ブレイデントン・マローダーズに所属し、83試合に出場して打率.300・8本塁打・48打点・10盗塁の成績を残した。
2011年はAA級アルトゥーナ・カーブで開幕を迎え、37試合に出場。打率.345・5本塁打・16打点・1盗塁と活躍し、5月30日にAAA級インディアナポリス・インディアンスへ昇格。6月25日に捕手のダスティ・ブラウンが不振でDFAとなり、パイレーツとメジャー契約を結んだ。翌26日のボストン・レッドソックス戦でメジャーデビュー。「8番・捕手」として先発起用され、3打数無安打1四球1三振に終わった。7月2日のワシントン・ナショナルズ戦で、3回表の第1打席にジョン・ラナンからメジャー初安打となる左前打を記録した。8月3日にAAA級インディアナポリスへ降格した。この年メジャーでは10試合に出場して打率.269の成績を残した。オフの11月18日にDFAとなり、11月23日に40人枠を外れる形でAAA級インディアナポリスへ降格した。
2012年はAAA級インディアナポリスで開幕を迎え、6月26日にパイレーツと再びメジャー契約を結んだ。主に代打として4試合に出場していたが、7月7日にAAA級インディアナポリスへ降格。9月1日に再昇格した。この年は6試合に出場して打率.250だった。オフの10月25日に再びDFAとなり、29日にFAとなった。

### ツインズ時代
2012年11月10日にミネソタ・ツインズとマイナー契約を結んだ。
2013年、マイナーでは傘下のAAA級ロチェスター・レッドウイングスに所属し、65試合に出場して打率.215・5本塁打・31打点・8盗塁の成績を残した。9月8日にツインズとメジャー契約を結んだ。移籍後初出場となった9月11日のオークランド・アスレチックス戦では、トム・ミローンからメジャー初本塁打を記録した。この年メジャーでは6試合に出場して打率.385・1本塁打・4打点の成績を残した。
2014年3月16日にAAA級ロチェスターへ配属され、そのまま開幕を迎えた。開幕後はAAA級ロチェスターで36試合に出場し、6月12日にメジャーへ昇格した。オフの12月23日に40人枠を外れ、AAA級ロチェスターへ降格した。
2015年7月8日にメジャー契約を結び、アクティブ・ロースター入りした。その後、8月7日にDFAとなり、翌8日に40人枠を外れる形でAAA級ロチェスターへ降格した。その後、9月1日にロースター拡大に伴ってメジャー昇格した。最終的にはメジャーで15試合に出場し、打率.227・2打点という打撃成績を残した。守備面では1失策・守備率.981・DRS±0という成績を記録した。10月21日にAAA級ロチェスターに降格した。

### カージナルス時代
2015年11月12日にセントルイス・カージナルスとマイナー契約を結んだ。
2016年4月2日にチームの2番手捕手のブライアン・ペーニャの故障に伴ってメジャー契約を結び、開幕からベンチ入りした。初出場の4月9日から15日まで3打席連続安打を記録し、初先発となった4月17日のシンシナティ・レッズ戦では3打数3安打（2二塁打）・2打点（8回裏の決勝点を含む）・1四球の大活躍だった。上記の活躍もあり、4月は打率.636（11打数7安打）の高打率を記録した。その後もヤディアー・モリーナの控えとして24試合に出場し、打率.368・5打点という成績を残していたが、6月28日に前述のペーニャの復帰によりDFAとなった。

### パイレーツ復帰
2016年7月3日にウェイバー公示を経てパイレーツへ移籍した。オフの12月2日にFAとなった。

### カージナルス復帰
2016年12月12日にカージナルスとマイナー契約を結び、2017年のスプリングトレーニングに招待選手として参加することになった。3月29日にメジャー契約を結んで40人枠入りした。7月21日にDFAとなり、24日に40人枠から外れる形で傘下のAAA級メンフィス・レッドバーズへ降格も、翌25日にFAとなった。

### フィリーズ傘下時代
2018年1月3日にフィラデルフィア・フィリーズとマイナー契約を結び、スプリングトレーニングの招待選手となったが、直後の2月12日に現役引退を表明した。

## 詳細情報

### 年度別打撃成績
| 年 度    | 球 団    | 試 合 | 打 席 | 打 数 | 得 点 | 安 打 | 二 塁 打 | 三 塁 打 | 本 塁 打 | 塁 打 | 打 点 | 盗 塁 | 盗 塁 死 | 犠 打 | 犠 飛 | 四 球 | 敬 遠 | 死 球 | 三 振 | 併 殺 打 | 打 率 | 出 塁 率 | 長 打 率 | O P S |
| -------- | -------- | ----- | ----- | ----- | ----- | ----- | -------- | -------- | -------- | ----- | ----- | ----- | -------- | ----- | ----- | ----- | ----- | ----- | ----- | -------- | ----- | -------- | -------- | ----- |
| 2011     | PIT      | 10    | 29    | 26    | 5     | 7     | 0        | 0        | 0        | 7     | 0     | 1     | 1        | 0     | 0     | 3     | 1     | 0     | 7     | 0        | .269  | .345     | .269     | .614  |
| 2012     | PIT      | 6     | 5     | 4     | 0     | 1     | 0        | 0        | 0        | 1     | 0     | 0     | 0        | 0     | 0     | 1     | 0     | 0     | 1     | 0        | .250  | .400     | .250     | .650  |
| 2013     | MIN      | 6     | 16    | 13    | 2     | 5     | 1        | 0        | 1        | 9     | 4     | 0     | 0        | 0     | 0     | 3     | 0     | 0     | 3     | 1        | .385  | .500     | .692     | 1.192 |
| 2014     | MIN      | 28    | 81    | 75    | 11    | 16    | 4        | 0        | 1        | 23    | 5     | 1     | 0        | 0     | 0     | 5     | 0     | 1     | 15    | 0        | .213  | .272     | .307     | .578  |
| 2015     | MIN      | 15    | 27    | 22    | 2     | 5     | 2        | 0        | 0        | 7     | 2     | 0     | 0        | 0     | 0     | 5     | 0     | 0     | 11    | 0        | .227  | .370     | .318     | .689  |
| 2016     | STL      | 24    | 41    | 38    | 7     | 14    | 2        | 0        | 0        | 16    | 5     | 0     | 1        | 0     | 0     | 3     | 0     | 0     | 7     | 0        | .368  | .415     | .421     | .836  |
| 2016     | PIT      | 36    | 92    | 78    | 12    | 17    | 2        | 1        | 0        | 21    | 8     | 0     | 2        | 2     | 2     | 10    | 0     | 0     | 18    | 1        | .218  | .300     | .269     | .569  |
| '16計    | PIT      | 60    | 133   | 116   | 19    | 31    | 4        | 1        | 0        | 37    | 13    | 0     | 3        | 2     | 2     | 13    | 0     | 0     | 25    | 1        | .267  | .336     | .319     | .655  |
| 2017     | STL      | 34    | 83    | 71    | 7     | 11    | 3        | 0        | 0        | 14    | 3     | 0     | 0        | 0     | 0     | 11    | 0     | 1     | 18    | 3        | .155  | .277     | .197     | .474  |
| MLB：7年 | MLB：7年 | 159   | 374   | 327   | 46    | 76    | 14       | 1        | 2        | 98    | 27    | 2     | 4        | 2     | 2     | 41    | 1     | 2     | 80    | 5        | .232  | .320     | .300     | .620  |

### 年度別守備成績
| 年 度 | 球 団 | 捕手  | 捕手  | 捕手  | 捕手  | 捕手  | 捕手     | 捕手  | 捕手     | 捕手     | 捕手     | 捕手     |
| 年 度 | 球 団 | 試 合 | 刺 殺 | 補 殺 | 失 策 | 併 殺 | 守 備 率 | 捕 逸 | 企 図 数 | 許 盗 塁 | 盗 塁 刺 | 阻 止 率 |
| ----- | ----- | ----- | ----- | ----- | ----- | ----- | -------- | ----- | -------- | -------- | -------- | -------- |
| 2011  | PIT   | 8     | 42    | 5     | 1     | 0     | .979     | 0     | 10       | 7        | 3        | .300     |
| 2013  | MIN   | 5     | 28    | 2     | 0     | 0     | 1.000    | 0     | 5        | 3        | 2        | .400     |
| 2014  | MIN   | 24    | 152   | 6     | 1     | 1     | .994     | 1     | 17       | 16       | 1        | .059     |
| 2015  | MIN   | 15    | 52    | 0     | 1     | 1     | .981     | 0     | 2        | 2        | 0        | .000     |
| 2016  | STL   | 22    | 63    | 9     | 0     | 0     | 1.000    | 0     | 6        | 2        | 4        | .677     |
| 2016  | PIT   | 32    | 211   | 10    | 3     | 1     | .987     | 3     | 22       | 19       | 3        | .136     |
| '16計 | PIT   | 54    | 274   | 19    | 3     | 1     | .990     | 3     | 28       | 21       | 7        | .250     |
| 2017  | STL   | 26    | 141   | 5     | 0     | 1     | 1.000    | 1     | 8        | 5        | 3        | .375     |
| MLB   | MLB   | 132   | 689   | 37    | 6     | 4     | .992     | 5     | 70       | 54       | 16       | .229     |

- 上記の他に2012年に左翼手として1試合、右翼手として1試合に出場

### 背番号
- 69（2011年）
- 10（2012年）
- 54（2013年）
- 26（2014年 - 2015年）
- 59（2016年 - 同年途中）
- 24（2016年途中 - 同年終了）
- 41（2017年）